# Darlin'
«Darlin'» es una canción escrita por Brian Wilson y Mike Love para el grupo The Beach Boys. Esta canción fue editada en sencillo en 1967, y también fue integrada en el álbum Wild Honey. Como sencillo, su lado B fue «Here Today», del álbum Pet Sounds, el mismo alcanzó el puesto n.º 19 en los Estados Unidos, y el n.º 11 en Reino Unido.

## Grabación
Esta canción había sido escrita originalmente en 1963 por el cerebro creativo de la banda Brian Wilson, como "Thinkin' Bout You Baby", y producida por Sharon Marie, una novia de Mike Love.
La parte instrumental y vocal, fue grabada bajo la producción de Brian Wilson, el 27 de octubre de 1967.
El primer fichaje de Brian fue Redwood, un grupo formado por su amigo Danny Hutton, que, hasta ese momento, era más conocido por el éxito "Roses and Rainbows" de 1965. Wilson resucitando esta canción, la reescribió y llamó "Darlin'" para Redwood. Sin embargo esta y otras grabaciones de Redwood nunca fueron publicados. Poco después, Redwood cambió su nombre por Three Dog Night, y se convirtió en una de las bandas estadounidenses de mayor éxito comercial de su tiempo. Los otros miembros de The Beach Boys insistieron en que se tenía que grabar la canción. Fue producido por la banda y contó con Carl Wilson con la voz principal.

## Sencillo
«Darlin'» fue publicada como sencillo en 1967, alcanzó el puesto n.º 19 en los Estados Unidos, y el puesto n.º 11 en el Reino Unido, además el puesto n.º 10 en Nueva Zelanda. En el Reino Unido el sencillo fue publicado en enero de 1968, en esta ocasión la canción del lado B fue "Country Air", del álbum Wild Honey.

## Publicaciones
"Darlin'" apareció en el álbum de estudio Wild Honey, también apareció en Best of The Beach Boys Vol. 3 de 1968, la parte instrumental se puede escuchar en Stack-O-Tracks del mismo año que el anterior, en Spirit of America y Good Vibrations - Best of The Beach Boys ambos de 1975, en el álbum doble 20 Golden Greats de 1976, en la compilación particular Ten Years of Harmony de 1981, en el lanzamiento de Sunshine Dream de 1982, en el tercer disco del box set Good Vibrations: Thirty Years of The Beach Boys de 1993, Endless Harmony Soundtrack de 1998, en The Greatest Hits - Volume 2: 20 More Good Vibrations de 1999, en The Very Best of The Beach Boys de 2001, en el exitoso compilado Sounds of Summer: The Very Best of The Beach Boys de 2003 y en Platinum Collection: Sounds of Summer Edition de 2005.

### En vivo
Esta canción fue utilizada en varios conciertos del grupo, entre ellos, en los conciertos grabados como Live In London de 1970 es la canción de apertura de ese disco, en The Beach Boys in Concert de 1973, y también aparece en el álbum en vivo Good Timin': Live at Knebworth England 1980, pero lanzado recién en el 2002.

## Influencia
Darlin' sirvió de inspiración a Guy-Manuel de Homem-Christo, Thomas Bangalter y Laurent Brancowitz (futuros integrantes de Daft Punk)  y (Brancowitz de Phoenix), para llamar así a su primera banda.